# 루벤 오마르 로마노
루벤 오마르 로마노 카치아(스페인어: Rubén Omar Romano Cachía, 1958년 5월 18일 ~ )는 아르헨티나계 멕시코의 전 축구 미드필더이자 현 축구 감독이며, 선수 시절 뛰어난 왼발 프리킥을 자랑하며 뛰어난 플레이메이커로 활약하였다.
1977년 아르헨티나의 CA 우라칸에서 데뷔했으며, 이후 1979년 멕시코의 클루브 아메리카로 이적해 활약하였다. 그 뒤 1981년 미국의 로스앤젤레스 아즈텍스를 거쳐 클루브 레온에 입단해 멕시코 무대에 복귀했으며, 클루브 네칵사, 푸에블라 FC를 거쳐 1985년 CA 산로렌소로 팀을 옮겨 아르헨티나로 돌아왔다. 이후 1986년 다시 클루브 네칵사로 복귀했으며, 아틀란테 FC, 케레타로 FC, 크루스 아술, 티부로네스 로호스 데 베라크루스에서 활약한 뒤 1995년 아틀란테 FC에서 은퇴를 선언하였다.
은퇴 이후 멕시코 각지의 클럽에서 감독 생활을 했으며, 모나르카스 모렐리아 감독 시절 리그 2회 준우승(2002년 아페르투라, 2003년 클라우수라) 및 산토스 라구나 감독 시절 리그 2회 준우승 (2010년 비센테나리오 , 2010년 아페르투라)을 이끌었다.
크루스 아술의 지휘봉을 잡고 있던 2005년 7월 19일에 멕시코시티 인근의 소치밀코에서 무장한 괴한들에게 납치되었으며, 65일 뒤인 9월 21일 이스타팔라파에서 FIA에 의해 구조되었다. 며칠 뒤 로마노는 감독직에 복귀했으며, 연방 법원에서 5명의 납치범에 대한 공식 재판을 시작해 2019년 5월 13일 주동자인 칸촐라 산체스에게 31년 징역형 및 벌금 6744 페소가 부과되었다.